# Läkemedelsrelaterade problem
Läkemedelsrelaterade problem (LRP) är olika problem en patient kan uppleva till följd av sina läkemedel. LRP kan till exempel vara biverkningar eller interaktioner mellan olika läkemedel eller mellan läkemedel och mat.
Äldre är speciellt utsatta för LRP av flera olika anledningar. Som en naturlig process i åldrandet försämras funktionen hos lever och njurar. Detta påverkar läkemedelsbehandling eftersom de flesta läkemedlen utsöndras eller metaboliseras via dessa organ. Farmakokinetik är en farmakologisk specialisering som bland annat ser till dessa problem. Förutom de rent fysiologiska orsakerna har äldre ofta många olika mediciner. Många mediciner ökar risken för oförutsedda interaktioner som kan förstärka eller försvaga ett läkemedels effekt.